# 高尾山薬王院
高尾山薬王院（たかおさんやくおういん）は、東京都八王子市の高尾山にある寺院。真言宗智山派の関東三大本山の一つ。 正式な寺名は高尾山薬王院有喜寺であるが、一般には「高尾山」もしくは「高尾山薬王院」と呼ばれる。薬王院と参道のスギ並木は八王子八十八景に選出されている。

## 沿革
天平16年（744年）に聖武天皇の勅命により東国鎮護の祈願寺として、行基菩薩により開山されたと伝えられている。その際、本尊として薬師如来が安置されたことから薬王院と称する。
永和年間（1375年 - 1379年）に京都の醍醐寺から俊源大徳が入り、山岳信仰を基とする飯縄権現を守護神として奉ったことから、飯縄信仰の霊山であるとともに修験道の道場として繁栄することとなる。
寺に伝わる北条氏照文書に拠れば、戦国期に高尾山は後北条氏当主氏政の弟氏照が高尾山一帯に広がる椚田郷を寄進したという。江戸時代には氏照文書を根拠に境内である高尾山を朱印地とする運動を起こす。

## 年中行事
- 迎光祭 1月1日
- 節分 2月3日
- 大火渡祭 3月第2日曜日
- 滝開き 4月1日
- 春季大祭 4月第3日曜日
- 護摩札焚上げ 6月
- 秋季大祭 10月17日
- 滝じまい 10月31日
- 護摩札焚上げ 12月

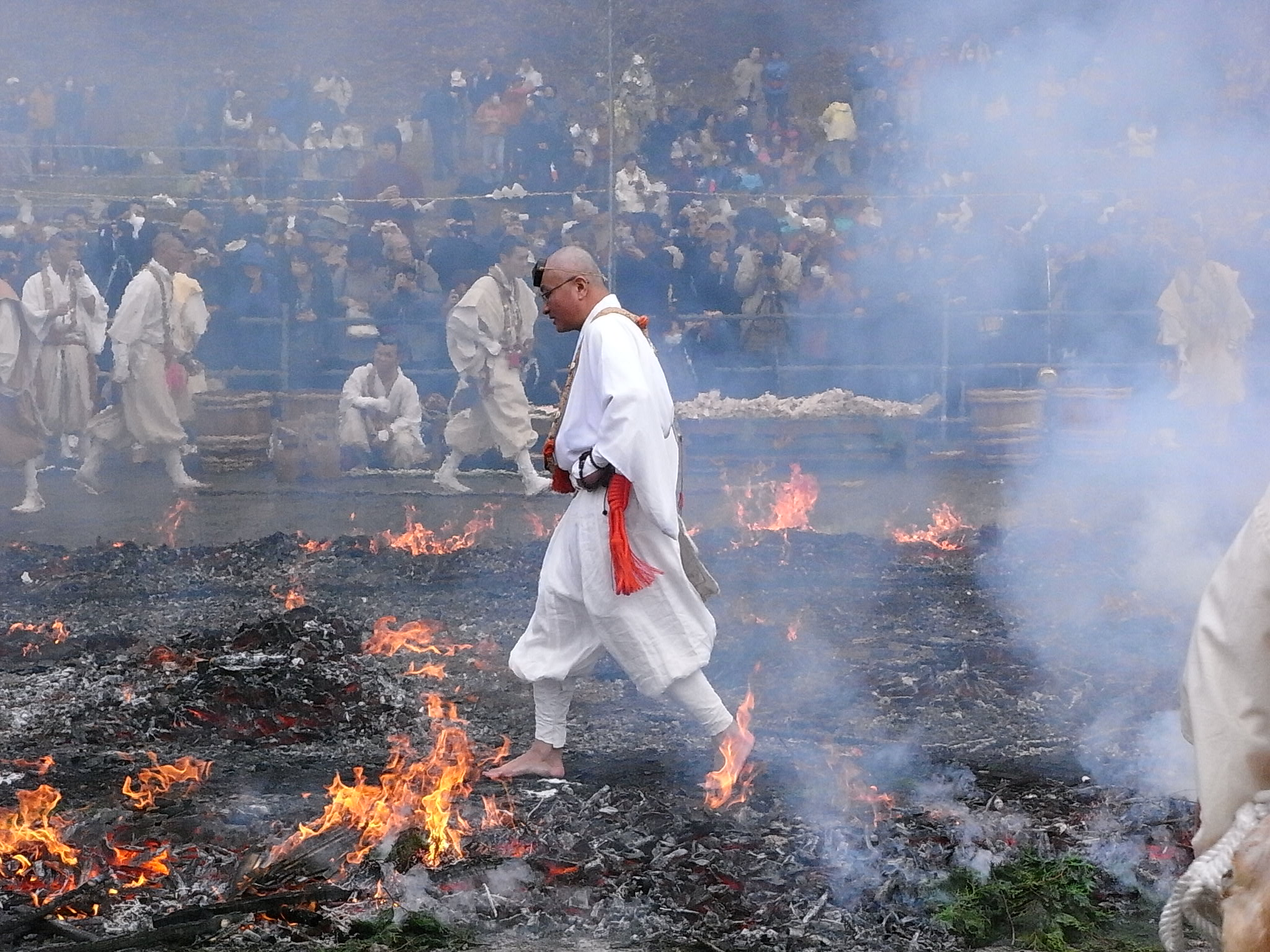
大火渡り祭（2009年3月8日撮影）

迎光祭では、初日の出を迎える高尾山頂の祈祷所で、薬王院の伝統的儀式を組み込んだ儀式を執り行い、読経により一年の安全が祈願される。高尾山の節分は、豆まきの際に「鬼は外」は言わず、「福は内」だけを唱えるのが特徴である。
本堂から豆をまくのは薬王院から招待された北島ファミリーをはじめとする芸能人や力士等の他、警備でお世話になる高尾警察署長や管轄の税務所長をはじめとする地元官公庁の役職者であるが、一般人でも祈祷代や衣装レンタル代等として3万円の冥加料を払うことで本堂からの豆まきに参加できる。
本堂からの豆まき参加者は、豆まき前にご本尊様への拝礼及び20数分の真言密教加持の極致であるお護摩祈祷を受けることから「修行者」と呼ばれ、護摩修行を行った証として御護摩札が授与され、修行者としてその名が1年間掲示される。
火渡祭とは、一連の儀式の後に、火の上を歩いて渡ることでご利益があるとされる修行である。

## 歴代貫首
中興開山
1. 俊源
2. 源広
3. 源尊
4. 智圓
5. 慶圓
6. 慶尊
7. 源智
8. 源実
9. 源恵
10. 堯秀
11. 祐清
12. 堯永
13. 賢俊
14. 秀永
15. 賢秀
16. 秀憲
17. 秀興
18. 秀神
19. 秀觀
20. 岳純
21. 秀仙
22. 秀如（秀盛）
23. 高尾秀融
24. 佐伯隆範
25. 畑中秀恵
26. 志賀照林
27. 武藤範秀
28. 山崎範亮
29. 保立俊恵
30. 真上範俊
31. 山本秀順
32. 大山隆玄
33. 佐藤秀仁

## 諸堂

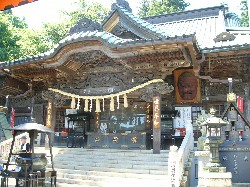
大本堂

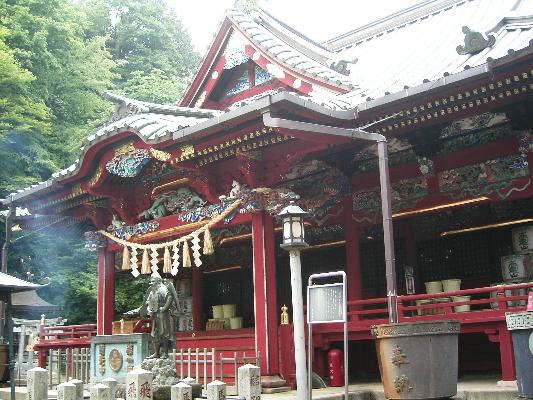
権現堂 飯縄権現を祀る。

### 大本堂
- 開山本尊：薬師如来
- 中興本尊：飯縄権現

薬王院の中心となる本堂で、薬師如来と飯縄権現を祀る。現在の堂宇は1901年（明治34年）に建立されたものである。彩色は施されていないが、彫刻で装飾されている。入母屋造である。堂内には護摩壇がある。

### 本社（権現堂）
- 本尊：飯縄権現

薬王院の中心となる本社で、飯縄権現を祀る社殿（神社）である。現在の社殿は1729年（享保14年）に本殿が建立され、1753年（宝暦3年）に幣殿と拝殿が建立された。のち1805年（文化2年）・1965年（昭和40年）・1998年（平成10年）に大改修を行なっている。江戸時代後期の代表的な神社建築で1952年（昭和27年）に東京都指定有形文化財に指定されている。入母屋造の本殿と拝殿を幣殿で繋いだ権現造である。社殿全体に華麗で極彩色の装飾がなされていることが特徴である。社殿前方には鳥居があり、神社であることが分かる。寺院の中にある神社という形態は神仏分離以前の神社の姿の一つの典型例といえるだろう。本尊の飯縄大権現立像は異形の仏として有名。

### 山上の諸堂
- 浄心門 (撮影時間 午前6時42分)神変堂
  - 本尊：神変大菩薩

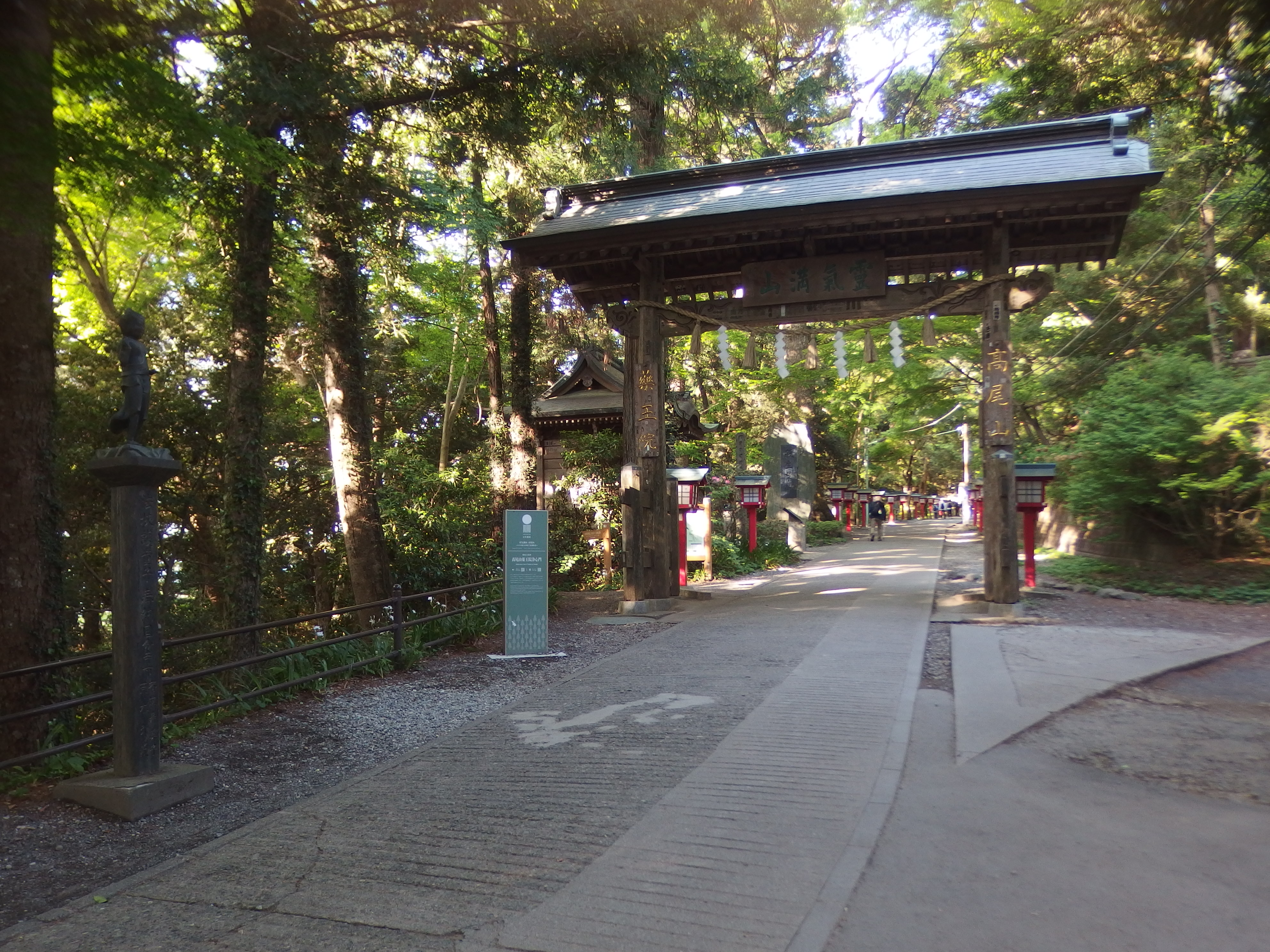
浄心門 (撮影時間 午前6時42分)

  - 神変堂は浄心門を入ってすぐ左手にある。神変大菩薩とは修験道の開祖役小角（役行者）のことで、日本各地の霊山で修行し、高尾山でも修行したと伝えられる由縁から、ここに祀られている。様式は入母屋造唐破風付である。
- 八大竜王堂
  - 本尊：八大竜王
  - 1993年（平成5年）11月に建立される。手水舎のようになっており、ここで硬貨を洗うとよいとされている。
- 倶利伽羅堂
  - 本尊：倶利伽羅竜王
  - 1997年（平成9年）に建立される。
- 修行大師堂
  - 本尊：弘法大師
- 弁天洞
  - 本尊：弁才天
  - 本坊のそばの洞窟内に弁才天が祀られている。古くから祀られていたが、荒廃していたため、1926年（昭和1年）12月に再興された。
- 愛染堂
  - 本尊：愛染明王
  - 1994年（平成6年）12月に建立される。様式は宝形造唐破風付である。
- 聖天堂
  - 本尊：歓喜天（聖天）
  - 1997年（平成9年）9月に建立される。様式は宝形造である。
- 大師堂
  - 本尊：弘法大師
  - 江戸時代中期の建立で、1978年（昭和53年）に東京都指定有形文化財に指定されている。方三間で宝形造向拝付の銅板葺である。『新編武蔵風土記稿』には大日堂と記され位置も違っている。
- 天狗社
  - 本尊：大天狗・小天狗
  - 高尾山に古くから住むといわれる天狗を祀っている。大小2社の神社からなっている。両社とも一間社流造である。
- 福徳稲荷
  - 本尊：稲荷神
  - 一間社流造唐破風付の社殿で、極彩色の装飾がなされている。
- 奥の院 不動堂不動明王（東京都有形文化財・彫刻）奥の院 不動堂 不動明王を祀る。
  - 本尊：

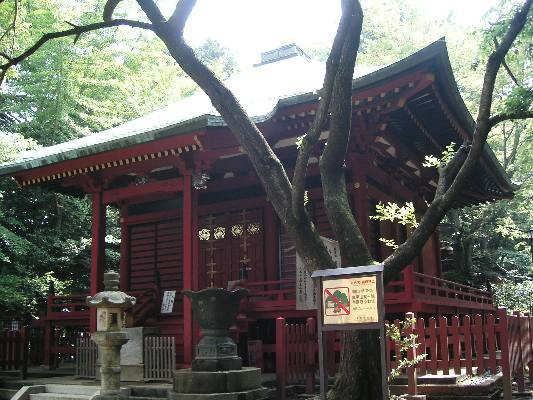
奥の院 不動堂 不動明王を祀る。

  - 薬王院の奥の院である。江戸時代初期の寛永年間（1624年-1644年）の建立で、1953年（昭和28年）東京都指定有形文化財に指定される。四方3間の宝形造向拝付である。1959年（昭和34年）に改修される。本尊の木造不動明王及び二童子立像は寄木造り・玉眼・彩色で、室町時代以前で鎌倉仏の特徴を持つ優秀な作として、1962年（昭和37年）にこちらも東京都有形文化財（彫刻）に指定された[9]。本尊の他に行基菩薩・俊源を祀る。
- 柴燈護摩道場
- 仏舎利奉安塔
  - タイ王国から寄贈された仏舎利を祀る。なお、仏舎利塔の前に飯綱大権現の像が建っている。
- 浅間社
  - 本尊：浅間大菩薩
  - 社殿は一間社流造唐破風付である。

### 山麓の諸堂
- 不動院
- 交通安全祈祷殿
- 飯縄権現遥拝所
  - 社殿は一間社流造唐破風付である。

### 山中の諸堂
- 金毘羅社
  - 本尊：金毘羅大権現
  - 社殿は一間社流造である。

## その他

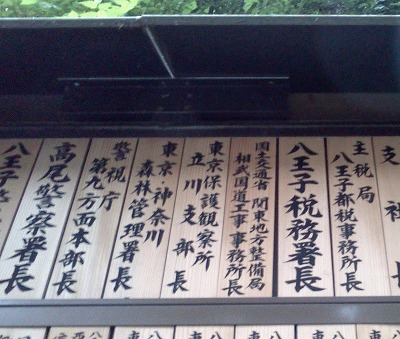
平成27年追儺式修行者として境内で掲示された公務員の一部

政教分離訴訟がある。東京都主税局八王子都税事務所長は一般（3万円）より大幅に少ない1万円の冥加料で追儺式に参加して特別祈祷を受けていたことが裁判で判明したが、単なるイベントと都が認識している薬王院の豆まき参加費収入に課税しないことは正当であり税務行政における違法な便宜供与はしていないと都は弁明。東京高等裁判所は、講の修行者には言及せず、薬王院の追儺式は力士や芸能人が参加してタレント目当ての観客ばかりが集まる単なるイベントで信仰心のある信徒は存在せず、公務員が公務として参加することは政教分離に違反しない、という東京都の主張を認めた。公務員が本堂での礼拝及び護摩祈祷に参加したことについては、追儺式に参加した東京都主税局八王子都税事務所長が、人が大勢集められた部屋でお坊さんがお経を唱えるのが見えただけ、と薬王院の御貫首御導師の許、供厳修されます特別大護摩への参加に宗教的意義が存在しない旨の陳述書を提出し、東京都も裁判で同様のことを主張して、こちらも政教分離に違反しないとされた。東京高等裁判所 平成28年（行コ）第312号（平成29年3月2日判決）裁判長 阿部 潤。これに続く、靖国神社の公式参拝は社頭での一礼に留めることで政教分離に違反しないとされている（昭和６０年８月１４日藤波内閣官房長官談話）ことを基準とすると薬王院の本堂で公務員が公務として護摩祈祷を受けることは政教分離に違反するとの理由による上告手続きについて、最高裁は不受理を決定し、国による靖国神社の取り扱いと比較して東京都が薬王院を優遇していたことを正当とした判決の変更を認めなかった。宗教法人としての真摯な活動である薬王院貫主による護摩修行そのものに参加すること自体を宗教的意義が存在しないと裁判所が認定することは、裁判所法3条に違反するとの理由による上告受理申立も却下した。平成29年（行ツ）第210号、平成29年（行ヒ）第244号 平成29年9月19日決定 第三小法廷 裁判長 岡部 喜代子
別訴においても「被告中村や本件税務署長が中村参加行為や本件署長参加行為において公務として約２５分にわたり礼拝をし護摩祈祷を受けていることは、上記の原告被侵害利益の実質について影響を与える事情とはいえない」として請求を棄却している。